# 劉守良
劉守良（1480年—？），字君遂，直隸懷安府海州贛榆縣人，民籍，明朝政治人物。

## 生平
正德十一年（1516年）丙子科應天府鄉試第八十八名舉人。正德十六年（1521年）中式辛巳科會試第三百四十一名，登第三甲第一百九十六名進士。授行人司行人。以忤逆嚴嵩遭壓抑，累遷工部郎中，堅決辭官歸鄉。

## 家族
曾祖劉奫；祖父劉達，曾任判官；父劉鑑。前母張氏；母樊氏。慈侍下。